# A560 Gunnar Thorson
A560 Gunnar Thorson er et af 4 dedikeret miljøskibe i Søværnet, som er i stand til både at inddæmme og opsamle en olieforurening på havet. Gunnar Thorson er det første af de to miljøskibe i Supply-klassen og er opkaldt efter den danske Zoolog Gunnar Axel Wright Thorson. Skibet er  malet i orangerøde og cremede farver som viser deres ikke-militære formål. 
Organisatorisk hører Gunnar Thorson under division 32 i 3. eskadre og har hjemhavn på flådestationen i Frederikshavn.  
Skibet er hele året rundt på 16 timers varsel, men deltager også i nationale og internationale øvelser i  Norge, Tyskland og Holland. 
Før 1996 hørte skibet under Miljøministeriet men blev den 1. januar 1996 overført til Søværnet. Skibet havde på dette tidspunkt basehavn i København på Holmen men blev i 2009 sammen med skibet Mette Miljø (sea-truck klassen) flyttet til Frederikshavn. Dette skete efter anbefalingerne fra Forsvarsministeriets kapacitetsundersøgelse om havmiljø. Man vurderede på daværende tidspunkt, at risikoen for uheld med olie og efterfølgende havmiljøforurening omkring Skagen var særlig stor. Man vurderede derfor, at placeringen af skibene i dette område ville give bedst mening.
Da Gunnar Thorson blev overført til søværnet blev der af Søværnets Heraldiske Arbejdsgruppe udarbejdet et våbenskjold til skibet.
Våbenskjoldet har en blasonering I guld en rød sinister skråbjælke belagt med en mod dexter forskudt sinister sølv streng, hvorpå er lagt et grønt skjoldhoved med to svømmende sølv svaner. Skjoldet hviler på et anker hvorover en kongekrone. Motivering De skråtstillede bjælker er det internationale anerkendte symbol for skibenes civile opgaver - at værne om havet og værne om de, der farer derpå. De svømmende sølv svaner er symbolet på renhed.
Fremtiden for Gunnar Thorson er uklar skibets vedligeholdelsestilstand er påvirket af ældning til trods for den løbende vedligeholdelse af skibet, og der undersøges flere muligheder for en erstatning.